# 出口眞浩
出口 眞浩（でぐち まさひろ、1969年6月22日 - ）は日本の元競輪選手。現役時代は日本競輪選手会神奈川支部所属、ホームバンクは川崎競輪場。日本競輪学校（当時。以下、競輪学校）第63期生。師匠は星川淳。
夫人はプロゴルファーの松澤知加子。

## 戦績
神奈川県出身。法政大学第二高等学校在学中から自転車競技を行っており、1986年のインターハイではスプリントで11位となる。高校卒業後は競輪学校に第63期生として入学し、在校成績3位で卒業する。
デビュー当初は川崎競輪場をホームバンクとした。初出走は1989年4月12日の京王閣競輪場で、初勝利も同日。その開催では初日から1着・3着・1着でいきなり初優勝を飾り、以後も着実に力をつけていく。
1993年には宇都宮競輪場で開催されたオールスター競輪で初の特別決勝進出を果たしたが、この時は高校時代からの友人である高木隆弘だけでなく、高校の先輩にあたる佐々木龍也と山田英伸も決勝に進出したことから、決勝で対する地元の神山雄一郎を打倒するために神奈川勢4人で結束を図ることになり、出口は4人の先頭で走ることになった。この先輩後輩による結束は『法政二高カルテット』と称されたが、結果は出口が果敢な先行を見せたあとに高木が自力で踏んでいったものの、直線で神山に交わされて敗れてしまった。
しかし1994年にいわき平競輪場で開催されたオールスター競輪では再び高木隆弘と共に決勝に進出し、今度は高木が前を走って出口がその後ろを回る形でレースに臨むことになり、最終バックで先頭に出た高木が後方から捲ってくる吉岡稔真に対し自ら外側に合わせて牽制し、この時空いたインを出口が突っ込み直線で高木を交わして優勝し、前年の借りを返してもらう形で念願の特別競輪タイトルを獲得した。なお、格付けの関係で既にKEIRINグランプリ'94の出場権はないことが確定していた状態（後述）ではあったが特別競輪で優勝を果たした。
1996年に松澤知加子と結婚し、夫人との間に2子を授かる。結婚直後に、夫人の実家から近いことを理由に引退まで平塚競輪場をホームバンクとしていた。
平塚に拠点を移した後も2004年の日本選手権競輪決勝で3着に入るなど活躍したが、晩年は脚力の衰えもあり2022年上期（1月 - 7月）では最下層のA級3班（チャレンジ）に降格した。
2023年5月11日の前橋FII（ミッドナイト）初日第3レース（チャレンジ予選）でゴール前直線で落車して怪我を負い、長期欠場を余儀なくされる。そして復帰戦であった同年8月25日の静岡FII初日第4レース（チャレンジ予選）でまたも落車してしまい（レースは棄権）、左肩の腱板断裂と右の首頸髄を損傷。その影響で字を書くこと、箸でつかむことも不自由になるなど障害が残ってレースを走れる状態ではなくなったこともあり、以後レースに出走することなく現役を引退した。
2024年4月11日、選手登録消除。通算戦績は2536戦306勝、優勝33回（うちGI1回）。翌月の5月4日にデビュー当初のホームバンクであった川崎競輪場にて引退セレモニーを行い、バンクを去った。今後は指導者になる予定。

## 主な獲得タイトル
- 1994年 - オールスター競輪（いわき平競輪場）

## 競走スタイル
かつてはスピードを生かした自力タイプの選手であったが、次第に追い込み型へとシフト。だが、シフトして間もない頃は競りよりスピードを生かすために展開次第では先行選手の番手より自ら踏んでいく競走も見られた。晩年は一般的な追込の選手となった。

## エピソード
- 1994年のオールスター競輪において優勝し、念願のGI（当時の呼称は「特別競輪」）タイトルを獲得するも、同年のKEIRINグランプリには出場できなかった。理由は、この当時のKEIRINグランプリ出場規定には『出走当日においてS級1班に所属していること』が明記されており（現在はS級であれば出場可能）、当時4か月サイクルだった級班見直しにおいて同年12月からS級2班に降格することが決定済みであったためである。オールスター競輪優勝時点（1994年9月26日）ではS級1班であったが、出口はこのオールスター競輪に出場する前から優勝してもKEIRINグランプリ出場資格がなかったのであった。結局は、現役時代はKEIRINグランプリには一度も出走することはなく引退した。
- 高木隆弘とは高校時代からの友人であるが、当時陸上部だった高木に競輪を紹介したのは出口である。なお高木は半年遅れの第64期生として適性試験により競輪学校に入学を果たした。